# Tunsved
Tunsved är ett naturreservat i Bräcke kommun i Jämtlands län.
Området är naturskyddat sedan 2015 och är 66 hektar stort. Reservatet omfattar Tunsvedbergets östsluttning mot Öster-Andsjön och består mest av granskog.